# Inresetillstånd
Inresetillstånd kallas det skriftliga besked, som ger innehavaren rätt att resa in i det tillståndsgivande landet.
Ansökan om inresetillstånd görs oftast hos det aktuella landets konsulat i det egna landet (utreselandet).